# Kuini Liliha
Kuini Liliha (o. 1802. – 1839.) bila je havajska plemkinja.

## Biografija
Kuini Liliha je rođena oko 1802. godine.
Vjeruje se da su njezini biološki roditelji bili poglavica Kaokanu i njegova supruga Loeau. Kaokanu je bio potomak kralja Keaweikekahialiiokamokua.
Njezini poočim i pomajka bili su savjetnik Ulumaheihei Hoapili i princeza Kalilikauoha, kći kralja Kahekilija II.
Prvi muž joj je bio poglavica Boki, zgodan i simpatičan muškarac, prijatelj kralja Kamehamehe II. Sam kralj, kraljica Kamamalu te Boki, Liliha i Matej Kekuanaoa otišli su 1824. u Ujedinjeno Kraljevstvo.
Kuini je bila rimokatoličke vjere, što je zasmetalo kraljici Kaʻahumanu, koja je bila protestant.
Imala je još supruga uz Bokija. To su bili: Abner Kuhooheiheipahu Paki, s kojim nije imala djece; Namaile, s kojim je imala dvije kćeri, Abigajlu Mahehu i Jane Loeau Jasper; zatim Kamaile, s kojim je imala sina i dvije kćeri; Haalou, s kojim je imala kćer.
Umrla je u Honoluluu te je pokopana na svetom otoku Mokuʻula. Mnogi su ju voljeli te je po njoj nazvana jedna ulica u gradu u kojem je umrla.